# Marianne Rubinstein
Pour les articles homonymes, voir Rubinstein.
Marianne Rubinstein est une écrivaine et économiste française née à Paris en 1966.

## Biographie
Marianne Rubinstein est écrivaine et maîtresse de conférences habilitée à diriger les recherches en économie à Sorbonne Université.
A côté de ses recherches en économie, elle publie en 2002 Tout le monde n’a pas la chance d’être orphelin (préfacé par Serge Klarsfeld), enquête sur les enfants des orphelins juifs de la Shoah, où elle entremêle son propre récit à ceux de ses interlocuteurs.
Après un premier roman (En famille en 2005), elle s’intéresse au groupe de Bloomsbury dans Le journal de Yaël Koppman (2007) qui raconte en parallèle la vie d’une jeune trentenaire parisienne, Yaël Koppman, et celle d’Angelica Garnett, nièce de Virginia Woolf et filleule de l'économiste John Maynard Keynes. Elle y mélange les genres littéraires, tout en racontant l’histoire de ce groupe d’intellectuels et d’artistes anglais.
Elle revient ensuite sur l’ombre portée de la Shoah avec C’est maintenant du passé, récit sur sa famille paternelle qui trouve son contrepoint dans la littérature japonaise — des haïkus aux Notes de chevet de Sei Shônagon —, avant de reprendre le personnage de Yaël Koppman dans Les arbres ne montent pas jusqu'au ciel. C’est maintenant du passé a été comparé à Jan Karski de Yannick Haenel.
En 2014, avec Jézabel Couppey-Soubeyran, elle écrit L’économie pour toutes, premier livre d’économie adressé aux femmes, qui tente d’inventer une nouvelle forme pour raconter l’économie, à rebours de la « phrase masculine » évoquée par Virginia Woolf dans Une chambre à soi. Ce livre obtient le prix Prix lycéen "lire l'économie" 2014 du Ministère de l'Education Nationale.
Après avoir été lauréate d’une « mission Stendhal » en 2015 à Detroit, États-Unis, elle écrit Detroit, dit-elle. Elle y cherche une forme lui permettant de mêler, autour de la question de la survie, le récit du corps traversé par la maladie, celui sur la ville de Detroit et les rencontres qu'elle y fait, et des considérations sur le devenir du capitalisme en crise. Cette même année 2016, elle publie un roman, Nous sommes deux, chronique d’un double mariage engageant trois familles de culture et de tradition religieuse différentes dans la France contemporaine.
Marianne Rubinstein a été en résidence d'écriture de la Région Île-de-France à la librairie L'Atelier en 2010, à la librairie Atout livre en 2015, et à la librairie Le Divan en 2021. En 2017, elle est artiste-chercheuse associée aux Ateliers Médicis.
Elle écrit également pour la jeunesse.

### Essais, récits
- Tout le monde n’a pas la chance d’être orphelin (préface de Serge Klarsfeld), Éditions Verticales, Gallimard, 2002
- C’est maintenant du passé, Éditions Verticales, Gallimard, 2009
- L'économie pour toutes (avec Jézabel Couppey-Soubeyran), La Découverte, 2014
- Detroit, dit-elle, Éditions Verticales, Gallimard, 2016
- Bord de mère, Éditions Verticales, Gallimard, 2024

### Romans
- En famille, Phébus, 2005
- Le journal de Yaël Koppman, Sabine Wespieser Editeur, 2007 (paru en édition de poche, Pocket N° 13746, 2009)
- Les arbres ne montent pas jusqu'au ciel , Éditions Albin Michel, 2012
- Nous sommes deux, Éditions Albin Michel, 2016

### Jeunesse
- La colère de Jules, Éditions Thierry Magnier, 2012
- Jusqu'au bout du secret, Éditions Thierry Magnier, 2014
- La sixième, Dinah et moi, Nathan, 2014
- Le courage d'être moi, Nathan, 2018
- Petit Sidney a perdu sa maman, Didier jeunesse, 2018
- Petit Sidney prend l'avion, Didier jeunesse, 2022

### Autres textes
- De la terre natale à la terre adoptée, lecture à la Maison des Métallos, 2010
- Sur remue.net, chronique des résidences d'écriture de la région Ile-de-France à la librairie L'Atelier, à la librairie Atout livre et à la librairie Le Divan
- Un lieu imaginaire où déposer nos pierres, dans Cahiers du Judaïsme, n°33, 2011
- Restaurer la colonne vertébrale de nos familles - Conversation entre Marianne Rubinstein et Ivan Jablonka, in L'enfant-Shoah, sous la direction d'Ivan Jablonka, PUF, 2014
- Beauséjour, joué au Théâtre Le Nouveau Cap d'Aulnay-sous-Bois, janvier 2018
- Le séjour linguistique, K, 2021
- Et la vengeance, alors ?, K, 2022

## Prix et distinctions
Prix lycéen « Lire l'économie » 2014 pour L'économie pour toutes - Un livre pour les femmes que les hommes feraient bien de lire aussi, co-écrit avec Jézabel Couppey-Soubeyran, La Découverte.